# قوم تبع

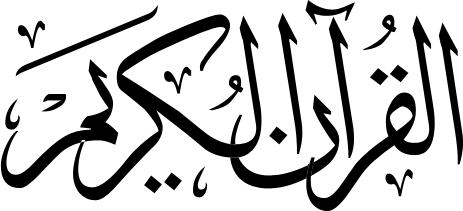

قوم تُبَّع هو وصف ورد في القرآن الكريم، وحسب الإخباريين والمؤرخين العرب فهو يشير إلى عشيرة ملك حميري يدعى تِبان أبو كَرِب أسعد الكامل ويطابقه روبان مع المذكور في النقوش باسم "أبيْكَرِب أسعد بن ملكيكرب". وقد ورد ذكر قوم تبع في القرآن الكريم مرتين في سورة ق وسورة الدخان.

## تُـبَّـع
تبع هو لقب ملوك مملكة حمير حسب مصادر المؤرخين المسلمين، رغم غيابه في النقوش أو أي مصادر تاريخية أخرى. ويظهر تُبَّع بصورة إيجابية في المصادر الإسلامي، ففي الحديث النبوي: (لاتسبّوا تبّعاً فإنّه كان قد أسلم).
وورد في رواية أُخرى: إنّ تبعاً لما قدم المدينة ـ من أحد أسفاره ـ ونزل بفنائها، بعث إلى أحبار اليهود الذين كانوا يسكنونها فقال: إنّي مخرب هذا البلد حتى لا تقوم به يهودية، ويرجع الأمر إلى دين العرب.
فقال له شامول اليهودي ـ وهو يومئذ أعلمهم ـ أيها الملك إنّ هذا بلد يكون إليه مهاجر نبي من بني إسماعيل، مولده بمكّة اسمه أحمد. ثمّ ذكروا له بعض شمائل نبيّ الإسلام ﷺ فقال تبّع ـ وكأنّه كان عالماً بالأمر ـ: ما إلى هذا البلد من سبيل، وما كان ليكون خرابها على يدي بل ورد في رواية في ذيل تلك القصة أنّه قال لمن كان معه من الأوس والخزرج: أقيموا بهذا البلد، فإنّ خرج النّبي الموعود فآزروه وانصروه، وأوصوا بذلك أولادكم، حتى أنّه كتب رسالة أودعهم إياها ذكر فيها إيمانه بالرّسول ﷺ، ومثل هذه القصص ليس لها أساس من الصحة وهي دخيلة على التراث الإسلامي؛ لا يوجد لدى اليهود في توراتهم نص صريح لهجرة نبي من قريش إلى المدينة، وعند الإطلاع على النصوص التوراتية نعلم أنه لا يوجد لدى اليهود تصور واضح عن تفاصيل بعثة وهجرة النبي القادم، ولو كان لديهم تصور دقيق عن مكان هذا المهجر لما انتشرت ديارهم فيما بين المدينة والشام، في خيبر وفدك وتيماء وغيرها لمن يزعم أن قدومهم للمدينة لأنها أرض مهجر نبي؛ ووجودهم في نواحي شمال الجزيرة هو امتداد طبيعي جغرافي لوجودهم في الشام وهجراتهم إلى المدينة حدثت على دفعات في فترات مختلفه أولها في عهد موسى وثانيها بعد أن ظهر عليهم نبوخذنصر وأخرها بعد أن وطئتهم الروم ففروا هاربين للحجاز وانتشروا فيما بين الشام والمدينة، ولو فُرض جدلًا أن وجودهم في المدينة كان لعلمهم المسبق بهجرة نبي إليها أما كان من باب أولى أن يؤمنوا برسالة النبي المنتظر عندما هاجر إليهم!، فإننا نجد أن ماوقع من اليهود هو العكس تمامًا لقد كانوا ألد أعداء النبي والمسلمين، بل أنهم حاولوا قتل النبي عدة مرات، فكيف يمنعون تبع أبو كرب عن تدمير المدينة إذا كانوا يضمرون السوء تجاه النبي، يذكر البعض أن الوجود اليهودي في المدينة إضافةً للأسباب السابقه عائد على أهمية المدينة الإقتصادية؛ فالمدينة إحدى المحطات التجارية الهامة في طريق التجارة الرئيسي أنذاك الممتد بين مكة والشام، وهذا دأب اليهود الانتقال إلى المناطق التجارية في حال النزوح، فعندما تم طردهم من فلسطين على سبيل المثال؛ انتقلوا إلى أطراف الإمبراطورية الرومانية، مُقيمن دومًا عند إلتقاء الطرق التجارية البرية والنهرية، ومما سبق يتضح لنا أن الإدعاء بأن الوجود اليهودي عائد إلى علمهم المسبق بقدوم نبي إلى المدينة لا يصح، ومثل هذه الأخبار والقصص الدخيلة لايجب نشرها لما فيها من خطأ جلل ويكفي أن نلقي نظره على الكتاب الذي يُزعم أن أبو كرب أودعه عند أبي أيوب الأنصاري لنعلم وهن وضعف هذا الخبر:
- نص الكتاب:[5]

« أما بعد يَا مُحَمَّد فَإِنِّي آمَنت بك وبكتابك الَّذِي ينزله الله عَلَيْك وَأَنا على دينك وسنتك آمَنت بِرَبِّك وَرب كل شَيْء وَبِكُل مَا جَاءَ من رَبك من شرائع الْإِسْلَام وَالْإِيمَان وَإِنِّي قبلت ذَلِك فَإِن أَدْرَكتك فبها ونعمت وَإِن لم أدركك فاشفع لي يَوْم الْقِيَامَة وَلَا تنسى فَإِنِّي من أمتك الْأَوَّلين وتابعيك قبل مجيئك وَقبل أَن يرسلك الله وَأَنا على ملتك وملة أَبِيك إِبْرَاهِيم وَختم الْكتاب وَنقش عَلَيْهِ لله الْأَمر من قبل وَمن بعد ويومئذ يفرح الْمُؤْمِنُونَ بنصر الله وَكتب عنوان الْكتاب إِلَى مُحَمَّد بن عبد الله صلى الله عَلَيْهِ وَسلم خَاتم النَّبِيين وَالْمُرْسلِينَ وَرَسُول رب الْعَالمين من تبع الأول حمير أَمَانَة الله فِي يَد من وَقع إِلَى أَن يَدْفَعهُ إِلَى صَاحبه»
كيف علم تبع أبو كرب بالآية 4 في سورة الروم: «فِي بِضْعِ سِنِينَ لِلَّهِ الْأَمْرُ مِنْ قَبْلُ وَمِنْ بَعْدُ وَيَوْمَئِذٍ يَفْرَحُ الْمُؤْمِنُونَ» قبل بعثة النبي ؟!
- قصيدته:[6]

فمن أين لأبي كرب أن يعلم اسم النبيﷺ 'أحمد'؟ بل انه اسماه المصطفى في إحدى قصائده! وكيف نظم أبو كرب القصيد بالعربية الفصحى، ونجد حياكة الشعر هذه متكررة كثيرًا في شخصيات سبأ وحمير.
علاقة الرسول ﷺ بالأنصار علاقة صهر فهم خوال والده عبدالله بن عبد المطلب الذي دُفن في المدينة، وبالتالي هجرة النبي للمدينة أتت بحكمة الله وتمهيد الأسباب فكان سكان المدينة من الأنصار ومن جاورهم من القبائل أقرب للإيمان والمنعة لذلك نجد الثناء عليهم في السنة النبوية:
«آيَةُ الإيمانِ حُبُّ الأنْصارِ، وآيَةُ النِّفاقِ بُغْضُ الأنْصارِ».
«الأنْصارُ، ومُزَيْنَةُ، وجُهَيْنَةُ، وغِفارُ، وأَشْجَعُ، ومَن كان مِن بَنِي عبدِ اللهِ، مَوالِيَّ دُونَ النَّاسِ، واللَّهُ ورَسولُهُ مَوْلاهُمْ».
«غِفَارُ غَفَرَ اللَّهُ لَهَا، وَأَسْلَمُ سَالَمَهَا اللَّهُ».
هذه القبائل في المدينة وماحولها ناصرت النبي عندما قدم المدينة دون توصية أو شعر مُحاك، فعُدت لهم منقبةً وفضلًا نالوه استحقاقًا بما كسبت أيمانهم وحسُنت أفعالهم.
أما سبب قدوم أبو كرب للمدينة؛ هو إمتناع الأوس والخزرج عن دفع الإتاوة؛ هم أعز الناس أنفسًا وأشرفهم هممًا، لم يؤدوا إتاوة قط إلى أحد من الملوك، فكتب إليهم تبع أبو كرب كتابًا وارسل به رسوله إلى الأنصار؛ يستدعيهم إلى طاعته، ويتوعدهم إن لم يفعلوا أن يغزوهم؛ فكتبوا له:
فسار إليهم، فقاتَلهم، فلم ينل منهم طائلً.
ويروي صاحب أعلام القرآن أنّ تبّعاً كان أحد ملوك اليمن الذين فتحوا العالم، فقد سار بجيشه إلى الهند واستولى على بلدان تلك المنطقة. وقاد جيشاً إلى مكّة، وكان يريد هدم الكعبة، فأصابه مرض عضال عجز الأطباء عن علاجه.
وكان من بين حاشيته جمع من العلماء، كان رئيسهم حكيماً يدعى شامول، فقال له: إنّ مرضك بسبب سوء نيتك في شأن الكعبة، وستشفى إذا صرفت ذهنك عن هذه الفكرة واستغفرت، فرجع تبع عما أراد ونذر أن يحترم الكعبة، فلما تحسن حاله كسا الكعبة ببرد يماني، وكما هو الحال في خبر اليهود مع أبو كرب لا يمكن الجزم بصحة هذا الخبر، فمن غير المعقول أن يكون اليهود أكثر غيرة على الكعبة من العرب ومن غير المعقول حفاظهم عليهم وهم أشد الناس عداوة لمقدسات غيرهم، ولو كان اليهودي شامول حكيمًا وعالمًا بفضل هذا البيت فلماذا لم يحج إليه؟ وهل من صالح اليهود الذب عن الكعبة المقدسة.
ذكر ابن كثير أن تبع اسمه أسعد أبو كريب وهو الذي مر على المدينة وحارب أهلها ثم سالمهم وترك عندهم لوحا فيه شعر، يذكر فيه أنه مؤمن بالنبي الذي سيبعث ويهاجر إلى المدينة، فتوارثوه إلى أن وصل إلى أبي أيوب الأنصاري، وهو الذي نزل عنده النبي ﷺ عندما قدم المدينة مهاجراً، وتبع هو الذي كسا الكعبة المشرفة ودعا قومه إلى الإيمان بالله تعالى، ثم لما توفي عادوا بعده إلى عبادة الأصنام والنيران.
وقد وردت قصّة كسوة الكعبة في تواريخ أُخرى حتى بلغت حد التواتر. وكان تحرك الجيش هذا، ومسألة كسوة الكعبة في القرن الخامس الميلادي.

### سبب التسمية
سبب التسمية حسب الإخباريين المسلمين، كما جاء في التحرير والتنوير: سموه تبعًا باسم الظل لأنه يتبع الشمس كما يتبع الظل الشمس، ومعنى ذلك: أنه يسير بغزواته إلى كل مكان تطلع عليه الشمس، كما قال تعالى في ذي القرنين: (فأتبع سببا * حتى إذا بلغ مغرب الشمس.. إلى قوله: لم نجعل لهم من دونها سترا)!، سئل علي بن أبي طالب عن ذي القرنين فقال: «لم يكن نبيًا ولا رسولاً ولا ملكً ولكن كان عبدًا صالحًا»، وقيل سمي تبع بهذا الاسم لأنه تتبعه ملوك مخاليف اليمن، وتخضع له جميع الأقيال والأذواء من ملوك مخاليف اليمن وأذوائه، فلذلك لقب تبعًا لأنه تتبعه الملوك. ولكنها تظل تخريجات لغوية متأخرة، إذ لا يرد الاسم في النقوش ولا يتضح أصله عند علماء الآثار.

### تبع نبيًا أم ملكًا فقط
اختلف هل كان نبيًا أو ملكًا فقط؟ فقال ابن عباس: كان تبع نبيًا، ذكر ابن كثير: «ذا القرنينِ أسلَم على يدَي إبراهيمَ، وطاف معه بالكعبة هو وإسماعيل»، وقال كعب الأحبار: كان تبع ملكًا من الملوك، وكان قومه كهانًا، وكان معهم قوم من أهل الكتاب، فأمر الفريقين أن يقرب كل فريق منهم قربانًا ففعلوا، فتقبل قربان أهل الكتاب فأسلم، قالت عائشة رضي الله عنها: لا تسبوا تبعًا فإنه كان رجلًا صالحًا. وقال الكلبي: تبع هو أبو كرب أسعد بن ملك يكرب، وإنما سمي تبعًا لأنه تبع من قبله، وقال سعيد بن جبير: هو الذي كسا البيت الحبرات، وقال كعب الأحبار: ذم الله قومه ولم يذمه، 

## الرسول إلى قوم تبع
ذكر القرآن أن الله أرسل رسول إلى قوم تبع فكذبوه
﴿كَذَّبَتْ قَبْلَهُمْ قَوْمُ نُوحٍ وَأَصْحَابُ الرَّسِّ وَثَمُودُ ۝١٢ وَعَادٌ وَفِرْعَوْنُ وَإِخْوَانُ لُوطٍ ۝١٣ وَأَصْحَابُ الْأَيْكَةِ وَقَوْمُ تُبَّعٍ كُلٌّ كَذَّبَ الرُّسُلَ فَحَقَّ وَعِيدِ ۝١٤﴾
﴿أَهُمْ خَيْرٌ أَمْ قَوْمُ تُبَّعٍ وَالَّذِينَ مِنْ قَبْلِهِمْ أَهْلَكْنَاهُمْ إِنَّهُمْ كَانُوا مُجْرِمِينَ ۝٣٧﴾ [الدخان:37]
المروي عن النبي ﷺ في مسند أحمد قال: «لا تسبوا تبعًا فإنه كان قد أسلم»، وفي رواية: «كان مؤمنًا»، فسر بعض العلماء الحديث بأن تبع كان على الديانة اليهودية المنتشرة باليمن قبل الإسلام.

## النقوش
لا يرد اسم تبع في النقوش القديمة، لا بصفته لقب ملكي ولا اسم أحد الملوك، وإنما يرد في نقش وحيد هامشي كاسم علم.